# Newport Stadium
Das Newport Stadium ist Teil des Newport International Sports Village; einem großen Sport-Komplex in der walisischen Stadt Newport. Das Gelände liegt im Südosten der Stadt und bietet Einrichtungen für verschiedene Sportarten.

## Das Stadion
Das Stadion mit einer Leichtathletikanlage, die internationalem Standard genügt, wurde 1993 eingeweiht und besitzt derzeit 4.700 Zuschauerplätze. Sie verteilen sich auf die überdachte Haupt- wie Gegentribüne sowie einem Stehplatzrang in der Nordkurve des Stadions. Die beiden Fußballvereine AFC Newport County (von 1994 bis 2012) und FC Llanwern sowie der Leichtathletikclub AC Newport Harriers nutzen hauptsächlich das Stadion. Die Spielstätte erfüllt die Anforderungen der Conference-National-Spielklasse. Im Dezember 2006 wurde das alte Flutlicht gegen eine 500 Lux starke Anlage ersetzt. Im Jahr 2007 wurde die Laufbahn erneuert.

## Newport International Sports Village
Neben dem Stadion beinhaltet die Anlage z. B. das Wales National Velodrome mit einer 250-m-Radrennbahn aus Pinienholz und 500 Zuschauerplätzen. Der Newport Skate Park für Skateboarder. Ein 25-m-Schwimmbad mit acht Bahnen und neben dem Stadion im Süden liegt der Newport Cricket Club. Des Weiteren stehen u. a. Anlagen für Badminton, Basketball, Bowls, Hockey, Netball, Tischtennis, Tennis (innen und außen) und Squash bereit.